# 자스민 그레이스 그리말디
자스민 그레이스 그리말디(영어: Jazmin Grace Grimaldi, 1992년 3월 4일 ~ )는 미국의 배우이자 가수이다. 그녀는 모나코의 알베르 2세와 타마라 로톨로의 딸이다.
알베르는 2006년 6월 1일에 그리말디가 성인이 될 때까지 그녀의 정체성을 보호하고 싶었다고 주장하며 공개적으로 그의 친자 확인을 했다. 그리말디는 모나코의 세습 공자이자 공녀인 가브리엘라와 자크의 이복 언니이자 누나이다. 그리말디의 부모가 결혼을 한 적이 없기 때문에, 그녀는 모나코 왕위 계승 서열에 있지 않다. 그녀는 또한 알렉상드르 그리말디코스테의 이복 누나이다.